# La fiera della vanità (film 2004)
La fiera della vanità (Vanity Fair) è un film del 2004 diretto da Mira Nair. È stato presentato in concorso alla 61ª Mostra internazionale d'arte cinematografica di Venezia.
Il film è tratto dall'omonimo romanzo di William Makepeace Thackeray.

## Trama
Regno Unito, 1802. Rebecca Becky Sharp è figlia di un pittore e di una cantante d'opera francese. Dopo essere uscita dal collegio con la sua amica Amelia Sedley, il suo obiettivo diventa quello di sposarsi con un nobile ricco, in modo da avere fortuna nella vita. Per prima cosa, mira al fratello della sua migliore amica, Joseph, che ha fatto fortuna in India. La storia tra loro due purtroppo naufraga, poiché il fidanzato di Amelia, George Osborne, convince Joseph che Becky non ha un ruolo sociale adeguato.
Becky trova quindi lavoro come istitutrice in casa di un nobile decaduto. Lì, fa in modo di essere indispensabile in ogni attività della casa e, dopo aver conosciuto il secondogenito Rawdon, un giovane ufficiale prossimo ad ereditare, lo sposa in segreto. La zia di lui, saputo il colpo di testa del nipote, lo cancella subito dal suo testamento. Rimasti senza un soldo, Becky e Rawdon sono costretti ad arrangiarsi come possono per sopravvivere.
La famiglia Sedley subisce un tracollo finanziario, che spinge il vecchio Osborne a consigliare al figlio di rompere con la fidanzata, ma George viene persuaso dal suo più caro amico Dobbin, che tiene in segreto alla felicità di Amelia, di sposarla. George, dal canto suo, trascura la giovane moglie, iniziando a corteggiare Becky: una sera, a un ricevimento ufficiale a Bruxelles, le consegna un bigliettino con un appuntamento galante, al quale però nessuno dei due si presenterà. Difatti, è appena arrivata la notizia che Napoleone Bonaparte ha attaccato le truppe del duca di Wellington e il reggimento di George e di Dobbin deve partire immediatamente.
George muore nella battaglia di Waterloo e Amelia, che aspetta un bambino, diventa una vedova inconsolabile, persa nel ricordo di quello che lei considera un uomo meraviglioso e perfetto. Anche Becky è diventata madre e, per tirare avanti, si appoggia al marchese di Steyne, un vicino di casa che l'ammira apertamente. I due cominciano a collaborare: lei rende i salotti dell'uomo dei luoghi di divertimento, con danze e canti; lui invece la introduce nell'alta società londinese, arrivando a presentarla a re Giorgio IV in persona.
Per Amelia, che vive in povertà, le cose si fanno sempre più difficili. Nonostante Dobbin cerchi di aiutarla, lei si trova costretta a ricorrere al suocero, affidandogli il nipote che l'uomo non ha mai conosciuto. Il vecchio Osborne, che aveva sempre disapprovato il matrimonio di George con Amelia, aveva rotto ogni rapporto con la nuora, né l'aveva mai sostenuta dopo la morte del figlio. Così, quando accetta di prendersi cura del bambino, pone come clausola l'allontanamento di Amelia.
Sommerso dai debiti, Rawdon viene messo in prigione. Per venire liberato grazie al saldo della sua morosità, manda un messaggio a Becky che, impegnata col marchese, rimanda al giorno seguente. La cognata di Rawdon, Lady Jane, corre invece subito alla prigione. Rawdon, furioso con sua moglie, al suo rientro a casa l'accusa di essersi venduta al marchese, il quale viene buttato fuori di casa, seguito dai gioielli e i regali che aveva donato a Becky. Nel portagioie della moglie, Rawdon  trova una grossa somma di denaro che lei avrebbe potuto usare per pagare i suoi debiti, ma che invece gli aveva tenuto nascosta. Ormai la loro unione è giunta alla fine.
Dopo aver lasciato la moglie, Rawdon è costretto ad accettare un incarico - sollecitato per lui dal vendicativo marchese de Steyne - in un'isola desolata in cui Rawdon finirà i suoi giorni consumato dalle febbri malariche.
Il figlio di Becky, inizialmente mandato in un collegio di élite grazie ai buoni uffici del marchese, viene cresciuto dalla famiglia di Rawdon, mentre la madre, ormai caduta in disgrazia senza la protezione di de Steyne, lascia Londra per trasferirsi nel continente.
Anni dopo, Becky lavora in un casinò di Baden-Baden.Un giorno vede entrare il figlio di Amelia, oramai grande, accompagnato da Dobbin. Il ragazzo sembra intrigato da lei, ancora bella e frizzante, mentre Dobbin - innamorato senza speranza di Amelia - disapprova visibilmente la condotta d'avventuriera della donna, tanto da avere, poco dopo, uno scontro con Amelia che difende la vecchia amica. Il litigio sembra incrinare il loro rapporto e Dobbin decide di andarsene per sempre.
L'indomani, Becky va a fare visita ad Amelia che trova ancora in lutto, dopo tanti anni, per il marito morto. Becky, rendendosi conto che Amelia resterà sola se Dobbin se ne andrà, le racconta delle avances che George le aveva fatto la sera della partenza, mostrandole il biglietto che le aveva mandato. Per Amelia è come se si squarciasse un velo: corre alla ricerca di Dobbin, raggiungendolo proprio mentre sta per lasciare la casa. Becky, dal canto suo, deve ritornare al suo lavoro al casinò, che lei affronta con un coraggioso sorriso. Tuttavia, questa volta avrà la sorpresa di trovare tra i clienti anche Joseph, il suo vecchio ammiratore, cioè il fratello di Amelia che è tornato dall'India solo per lei. Joseph, che non l'ha mai dimenticata, le chiede di sposarlo. Becky, a quella proposta che prevede anche un viaggio in India, si entusiasma all'idea e, senza alcun rimpianto, parte per la nuova avventura.

## Differenti versioni cinematografiche e televisive
- Vanity Fair di Charles Kent (1911) con Helen Gardner (Becky Sharp), Rose Tapley (Amelia Sedley)
- Vanity Fair di Charles Brabin e Eugene Nowland (1915) con Minnie Maddern Fiske (Becky Sharp) e Helen Fulton (Amelia Sedley)
- Vanity Fair di W. Courtney Rowden (1922) - con Cosmo Kyrle Bellew (Becky Sharp)
- La fiera delle vanità (Vanity Fair) di Hugo Ballin (1923) con Mabel Ballin (Becky Sharp) e Eleanor Boardman (Amelia Sedley)
- Vanity Fair di Chester M. Franklin (1932) - con Myrna Loy (Becky Sharp) e Barbara Kent (Amelia Sedley)
- Becky Sharp di Rouben Mamoulian e Lowell Sherman (non accreditato) (1935) - con Miriam Hopkins (Becky Sharp) e Frances Dee (Amelia Sedley)
- La fiera della vanità, sceneggiato televisivo del 1967 diretto da Anton Giulio Majano